# Aeroport Internacional El Jaguel
L'Aeroport Internacional El Jaguel (OACI: SUPE) és un aeroport que es troba a la ciutat de Punta del Este, Uruguai. Té pista pavimentada de 1500 metres. Capçaleres: 01/19. És subordinat a les torres de control de Montevideo (Aeroport Internacional de Carrasco) i Maldonado (Aeroport Internacional de Laguna del Sauce).